# Cepagatti
Cepagatti község (comune) Olaszország Abruzzo régiójában, Pescara megyében.

## Fekvése
A megye északkeleti részén fekszik. Határai: Chieti, Pianella, Rosciano, San Giovanni Teatino és Spoltore.

## Története
Alapítására vonatkozóan nincsenek pontos adatok. Első említése 1436-ból származik. A következő századokban nemesi birtok volt. Önálló községgé a 19. század elején vált, amikor a Nápolyi Királyságban felszámolták a feudalizmust.

## Népessége
A népesség számának alakulása:

## Főbb látnivalói
- San Nicola Vescovo-templom